# أوقستو بيريز غارمنديا
أوقستو بيريز غارمنديا (بالإسبانية: Augusto Pérez Garmendia)‏ هو عسكري إسباني، ولد في 1899 في Tafalla ‏ في إسبانيا، وتوفي في 1936 في بنبلونة في إسبانيا بسبب غنغرينا.